# Dorfkirche Sora

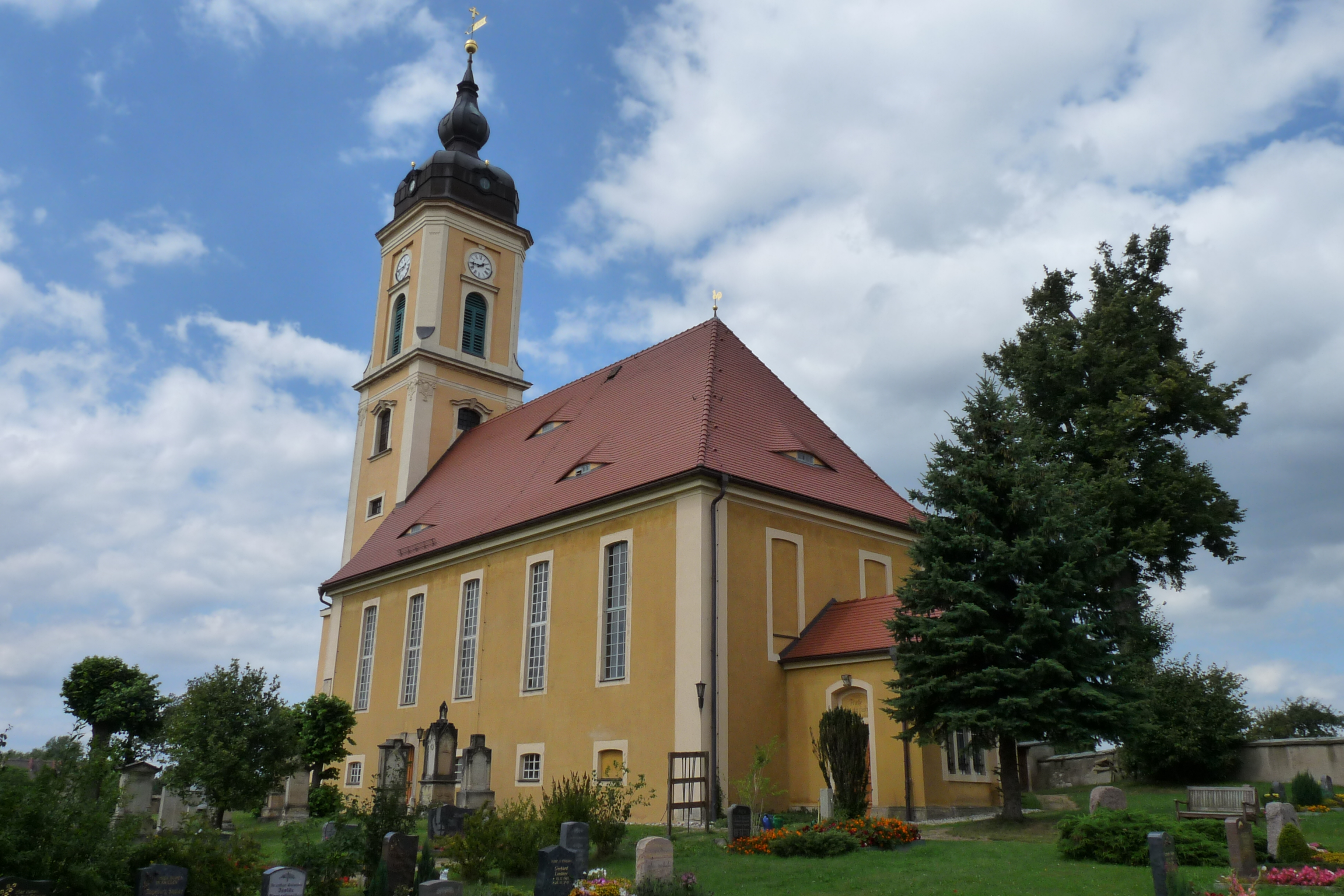
Dorfkirche Sora

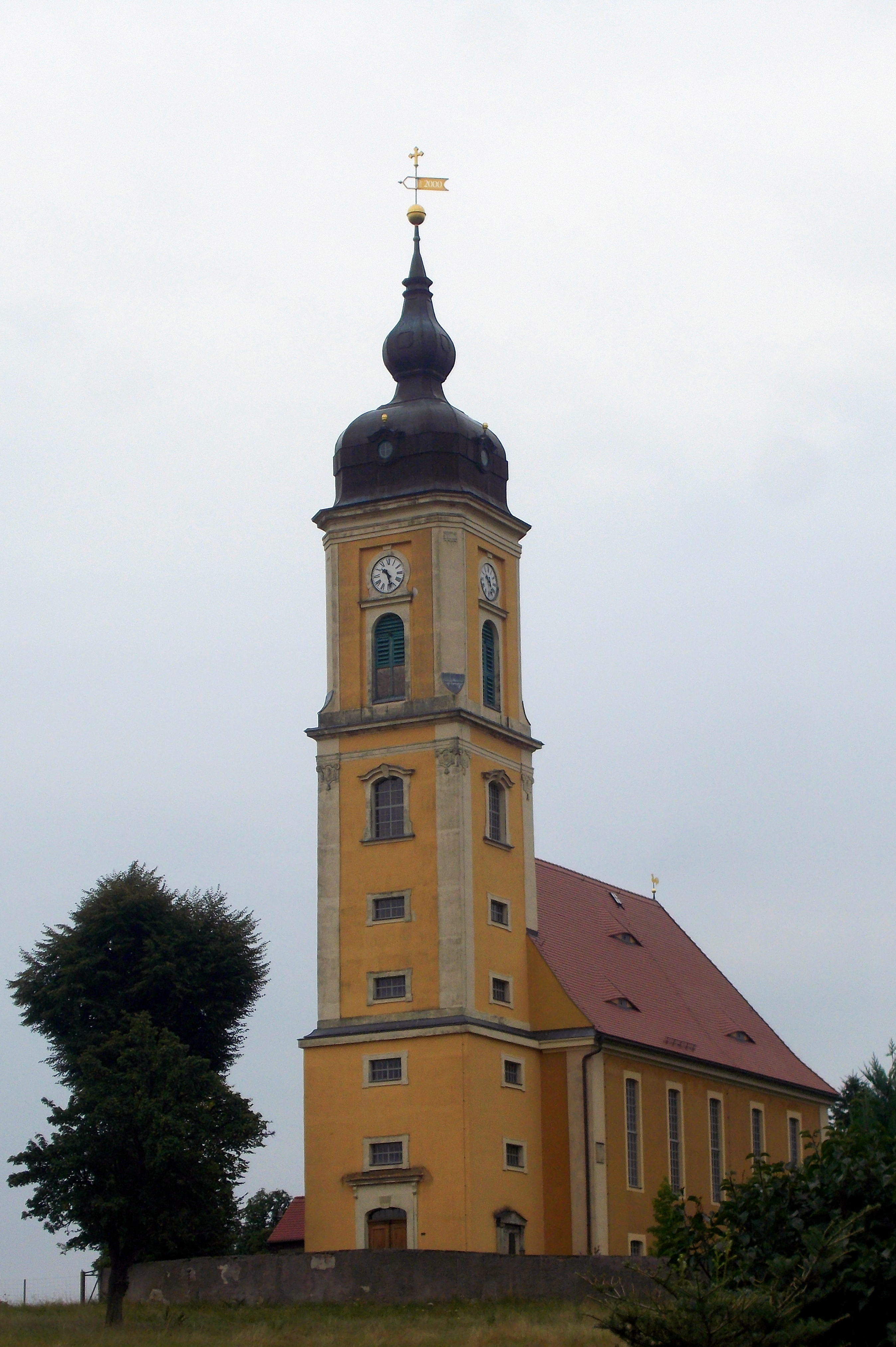
Westansicht

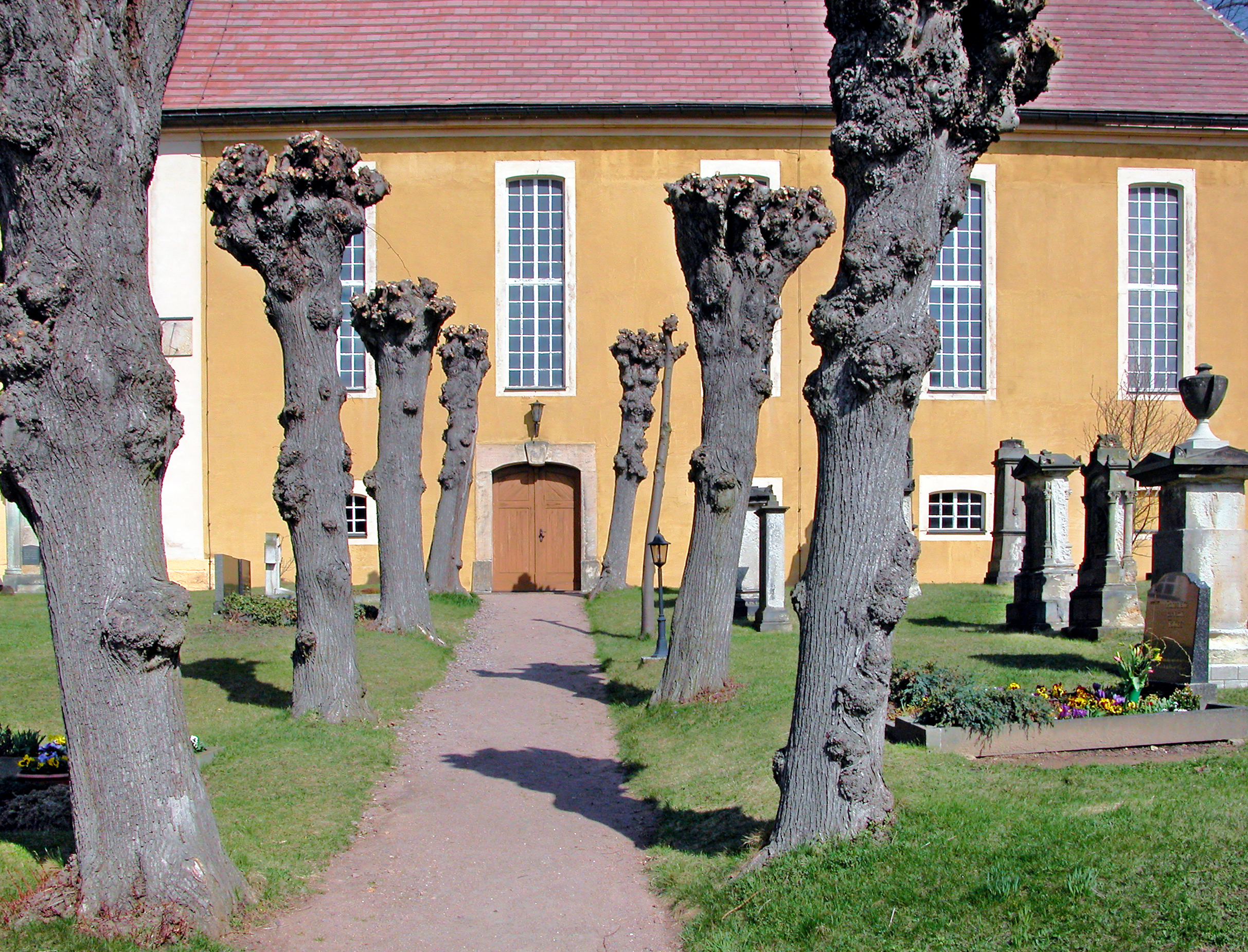
Südseite

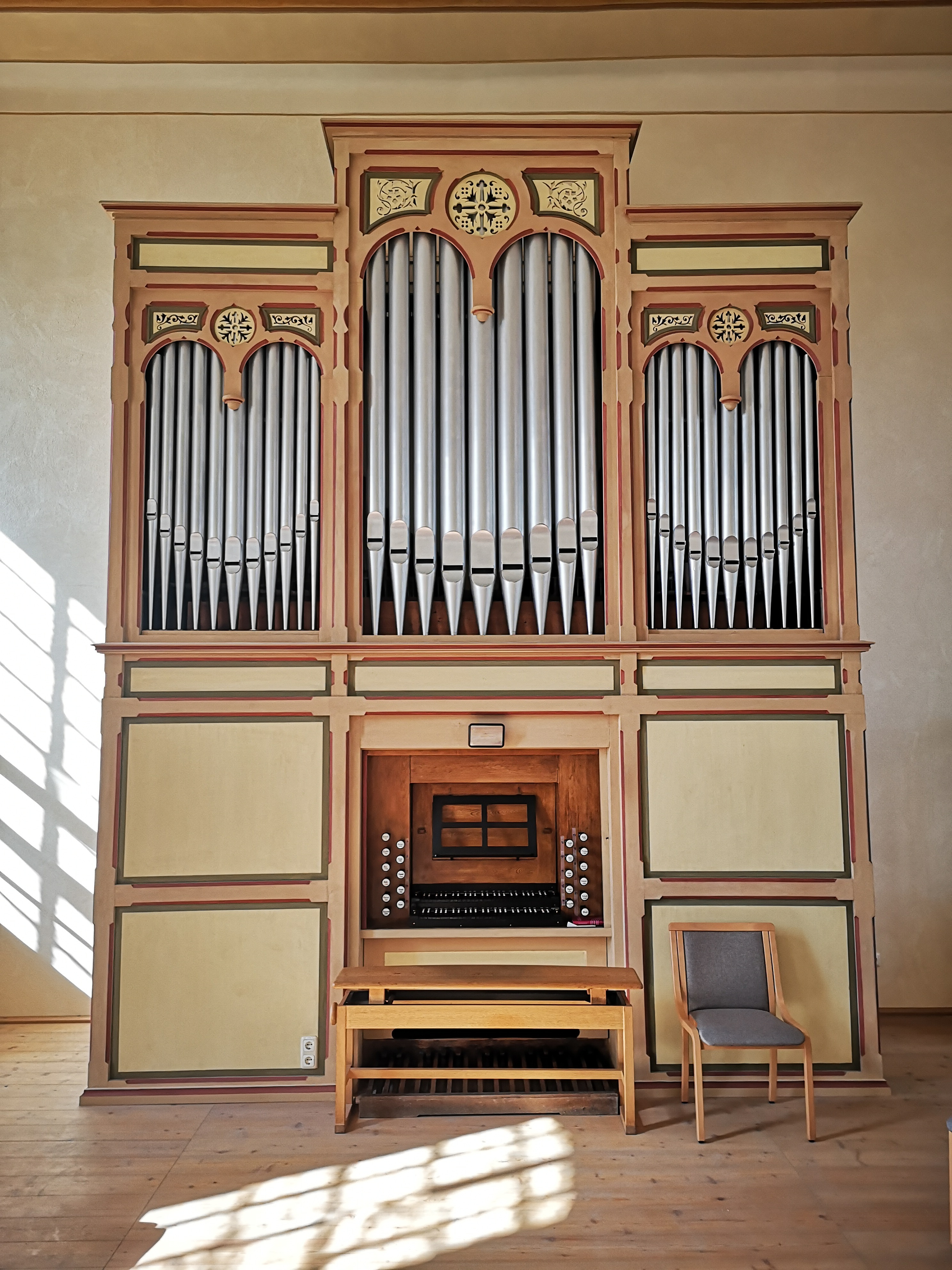
Orgel der Firma Jahn & Sohn

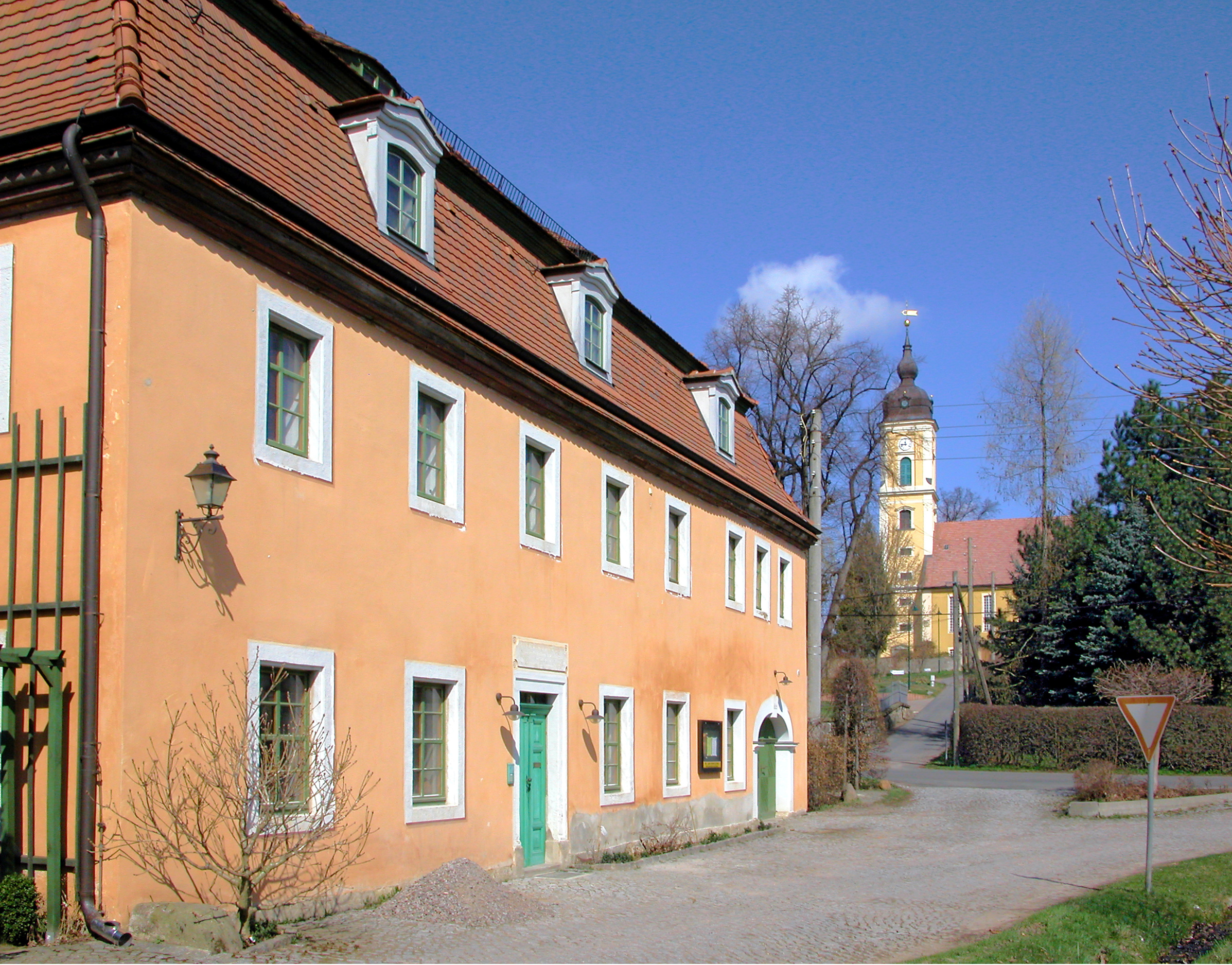
Pfarrhaus Dorfstraße 11

Die evangelische Dorfkirche Sora ist eine barocke, neubarock erneuerte Saalkirche im Ortsteil Sora von Klipphausen im Landkreis Meißen in Sachsen. Sie gehört zur Kirchengemeinde Röhrsdorf im Kirchenbezirk Meißen-Großenhain der Evangelisch-Lutherischen Landeskirche Sachsens.

## Geschichte und Architektur
Die auf einer Anhöhe im ummauerten Friedhof gelegene stattliche Saalkirche wurde im Jahr 1769 unter Einbeziehung von Außenmauern des Vorgängerbauwerks erbaut. Der Turmunterbau wurde bereits im Jahr 1730 laut Inschrift am Westportal, das zweite Geschoss 1769 zusammen mit der Kirche errichtet, das dritte Geschoss 1769. Nach teilweiser Zerstörung im Jahr 1945 wurde in den Jahren 1945–1948 eine Innenrestaurierung durchgeführt.
Das Bauwerk ist ein Putzbau mit geradem Ostschluss und je zwei stichbogigen Fenstern je Achse übereinander, mit Sandsteingewänden. Es wird durch ein Südportal aus Sandstein mit Bibelversen als Inschriften erschlossen und ist durch ein hohes, im Osten abgewalmtes Dach gedeckt. An der Südseite ist eine Steintafel mit Sonnenuhr und der Jahreszahl 1686 angebracht. Der prachtvolle dreigeschossige Westturm mit einer Höhe von 40 m zeigt trotz verschiedener Bauzeiten ein einheitlich barockes Gepräge; der Helm mit einer zierlichen Zwiebel ist allerdings neubarock aus dem Jahr 1886. An der Ostseite ist eine Sakristei von 1874 angebaut, im Norden die ehemalige Herrschaftsloge mit Aufgang.
Innen ist das Bauwerk flachgedeckt mit Holzemporen an drei Seiten; die Ostwand hinter dem Altartisch ist als große rundbogige Blendnische ausgebildet. Ein einfaches Deckengemälde mit Symbolen christlicher Tugenden wurde um 1948 geschaffen.

## Ausstattung
Von der einheitlichen Ausstattung des Jahres 1874 sind nur das Gestühl und der Orgelprospekt erhalten. Ein großes barockes Altarbild aus der ersten Hälfte des 18. Jahrhunderts, eine Leihgabe seit 1948, zeigt eine Darstellung der Bergpredigt.
Die Orgel ist ein Werk von Friedrich Jahn aus dem Jahr 1874 mit 20 Registern auf zwei Manualen und Pedal, das im Jahr 2007 durch die Firma Lindner in Radebeul restauriert wurde.
An der Kirche befindet sich der 1839 erweiterte Friedhof mit Grabdenkmälern des Klassizismus und Historismus; die Torpfeiler tragen Vasenaufsätze.